# Lac Daniel
Lac Daniel är en sjö i Kanada.   Den ligger i regionen Saguenay–Lac-Saint-Jean och provinsen Québec, i den östra delen av landet, 600 km norr om huvudstaden Ottawa. Lac Daniel ligger 509 meter över havet. Arean är 2,1 kvadratkilometer. Den ligger vid sjön Lac Rodde. Den sträcker sig 4,3 kilometer i nord-sydlig riktning, och 2,2 kilometer i öst-västlig riktning.
Trakten runt Lac Daniel är nära nog obefolkad, med mindre än två invånare per kvadratkilometer.